# 柏城街道
柏城街道，是中华人民共和国河南省驻马店市西平县下辖的一个乡镇级行政单位。

## 行政区划
柏城街道下辖以下地区：
宝严寺社区、西关社区、南关社区、北关社区、三里湾社区、东关社区、建设路社区和邵庄社区。

## 交通
- 京广铁路：西平站